# Bernhard Brons (Kaufmann, 1811)
Bernhard Brons (* 8. April 1811 in Emden; † 15. März 1893 ebenda) war ein deutscher Kaufmann und Politiker.

## Leben
Bernhard Brons war ein Sohn des in Leer geborenen Kaufmanns Berend Brons (1770–1819). Der Vater wurde während der Kontinentalsperre komplett mittellos. Bernhard Brons und sein Bruder Ysaak Brons erhielten eine umfassende kaufmännische Ausbildung und gründeten 1838 gemeinsam in Emden das Unternehmen „Y. & B. Brons“ und betrieben zunächst einen Großhandel mit Getreide. Wenige Jahre später wurden sie auch als Seereeder tätig und hatten Segelschiffe, die nach China und Amerika verkehrten. Darüber hinaus unterhielten sie eine Bank und eine Agentur von Lloyd’s Seeversicherer.
Brons arbeitete später als Verwaltungsrats-Vizepräsident des Germanischen Lloyd. Von 1852 bis 1888 hatte er den Direktorenposten der ersten Assekuranz-Kompagnie für Seegefahr in Emden inne. Er hatte einen Sitz im Aufsichtsrat der Emder Heringsfischerei-AG, die 1878 Probleme bekam. Brons half, diese zu sanieren und Hilfszahlungen der preußischen Regierung zu erlangen. Außerdem gehörte er dem Verwaltungsrat Commercieller Unternehmungen an. In allen Positionen setzte er sich erfolgreich für die Belange Emdens und Ostfrieslands in Handel und Wirtschaft ein.
1843 gründete Brons die Dampfschiffahrtsgesellschaft „Concordia“ mit. Diese verkehrte ab 1844 mit dem Dampfer „Kronprinzessin Marie“ zwischen Leer, Delfzijl und den Seebädern Ostfrieslands. Außerdem engagierte er sich sehr für den Anschluss Ostfrieslands an das Eisenbahnnetz. Bei der Gründung des Deutschen Industrie- und Handelstages repräsentierte Brons 1861 in Heidelberg Ostfriesland. Für einige Zeit arbeitete er als Direktor der Hannoverschen Westbahn sowie als belgischer Konsul. Nach dem Tod seines Bruders 1886 führte Brons die Geschäfte bis 1891 alleine weiter. Danach übertrug er sie an Bernhard und Friedrich, die Söhne Ysaaks waren, sowie seinen Sohn Arnold.
Brons wirkte darüber hinaus als Emder Senator und übernahm zahlreiche Ehrenämter. Von 1851 bis 1854 vertrat er den Handels- und Gewerbestand von Ostfriesland in der Ersten Kammer der hannoverschen Ständeversammlung. 1855 erhielt er ein Mandat für die Zweite Kammer, in der er Emden vertreten sollte. Da er Mennonit war, durfte er das Amt aber nicht ausüben. Von 1879 bis 1882 gehörte Brons als Mitglied der Nationalliberalen dem preußischen Abgeordnetenhaus an. Außerdem engagierte er sich als Fachmann für Finanzen und Handel im preußischen Staatsrat.
Brons war seit dem 4. Juni 1841 mit Johanna Sasse (1820–1897) verheiratet, deren Vater in Hage als Auktionator arbeitete. Das Ehepaar bekam neun Kinder.